# Plaža Omaha
Plaža Omaha je kodno ime za jedan od pet sektora gdje su se saveznici tijekom operacije Neptun iskrcali na obale Normandije (Francuska). Operacija je započela 6. lipnja 1944. godine. Plaža se nalazi na obali Normandije, gledajući prema kanalu La Manche. Nalazi se istočno od općine Sainte-Honorine-des-Pertes, zapadno od Vierville-sur-Mera i desno od estuarija rijeke Douve.

### Citirana literatura
- (engl.) Omaha Beachhead. Center of Military History. Washington, D.C.. 31. prosinca 1985. ISBN 0160019354

## Vanjske poveznice
Sestrinski projekti
|  | Zajednički poslužitelj ima još gradiva o temi Omaha, plaža |